# Gabriel Martinelli
Pour les articles homonymes, voir Martinelli.
Gabriel Martinelli, né le 18 juin 2001 à Guarulhos, est un footballeur international brésilien qui évolue au poste d'attaquant à l'Arsenal FC. Il possède également la nationalité italienne.

## Carrière

### En club

#### Ituano FC
Originaire de Guarulhos dans l'État de São Paulo, Gabriel Martinelli commence dans un premier temps par le futsal sous le maillot des Corinthians. En 2015, la famille Martinelli déménage à Itu, à une centaine de kilomètres et Gabriel rejoint le club local, Ituano. Grâce à un partenariat entre son club et Manchester United, il se rend à plusieurs reprises en Angleterre pour s'entraîner avec le club mancunien, qui décide finalement de ne pas le recruter. Il fait également un essai avec le FC Barcelone.
Le 4 novembre 2017, âgé de seulement 16 ans, il signe son 1er contrat professionnel avec Ituano, jusqu'au 20 octobre 2022. Le 17 mars 2018, sur la pelouse de Sao Bento, il remplace en fin de rencontre le buteur Claudinho pour disputer son 1er match en professionnel (victoire 2-1). Il devient au passage le plus jeune joueur à porter le maillot d'Ituano en match officiel au XXIe siècle, à 16 ans et 9 mois.
Promu en équipe première en 2019, il termine la saison avec 12 buts et 3 passes décisives en 18 matches et attire l'attention des clubs du monde entier. Selon son père, au moins 25 clubs s'intéressent au jeune attaquant. Annoncé très proche du PSV, c'est finalement l'Angleterre et Arsenal qu'il décide de rejoindre.

#### Arsenal FC (depuis 2019)

##### Saison 2019-2020
Le 2 juillet 2019, Arsenal officialise son arrivée contre un chèque estimé à 6m£. Son recrutement est facilité par l'obtention d'un passeport italien, dont son père est originaire, qui lui évite de demander un permis de travail. Il choisit le n°35.
Il prend part à la tournée de pré-saison de l'équipe première aux États-Unis, où il se distingue notamment par un but face aux Colorado Rapids. Durant cette tournée, le jeune brésilien impressionne son coach, Unai Emery, ainsi que les nombreux observateurs. Le 11 août 2019, il est sur le banc contre Newcastle pour la 1ère journée de Premier League et entre en jeu à la 84e minute à la place d'Henrikh Mkhitaryan. Le 24 septembre, il est titulaire pour la première fois avec Arsenal, qui reçoit Nottingham Forest pour le troisième tour de Carabao Cup. Martinelli dispute toute la rencontre et inscrit un doublé, ses premiers buts avec Arsenal, qui s'impose 5-0. Le 3 octobre, il est titulaire en Ligue Europa pour la réception du Standard de Liège. Arsenal s'impose 4-0 et le Brésilien fait sensation en inscrivant un nouveau doublé (il devient au passage le plus jeune joueur de l'histoire du club à inscrire un doublé en compétition européenne majeure, à 18 ans et 107 jours) et en délivrant la passe décisive pour le but de Dani Ceballos, le dernier de son équipe. Cette performance lui vaut d'être nommé meilleur joueur de la deuxième journée de la compétition.
Le 24 octobre, il est de nouveau titulaire en Ligue Europa, face au Vitoria Guimaraes, et inscrit un nouveau but (victoire 3-2 d'Arsenal). Le 30 octobre, Arsenal affronte Liverpool pour le quatrième tour de Carabao Cup, Martinelli commence la rencontre et inscrit un autre doublé, son troisième avec Arsenal, qui est toutefois éliminé (match nul 5-5, défaite 4-5 aux tirs au but, Martinelli transforme le troisième de son équipe). Il devient le premier joueur d'Arsenal depuis Ian Wright à marquer sur chacune de ses quatre premières titularisations. Jurgen Klopp, l'entraîneur de Liverpool, le qualifie de « talent du siècle » après la rencontre. Grâce à ses très bonnes performances (5 buts et 1 passe décisive en 5 matches), Martinelli est nommé meilleur joueur du mois d'octobre par les fans d'Arsenal, récoltant 75 % des voix.
Le 9 décembre, Freddie Ljungberg, devenu entraîneur intérimaire d'Arsenal après le licenciement d'Unai Emery, lui offre sa première titularisation en Premier League sur la pelouse de West Ham pour la 16ème journée. Arsenal s'impose 3-1, Martinelli inscrit ce soir-là le but égalisateur qui réveille son équipe. Le 18 janvier 2020, il est titulaire pour la première fois sous Mikel Arteta lors de la réception de Sheffield United pour la 23e journée de Premier League. Il reprend victorieusement un centre de Bukayo Saka pour inscrire son deuxième but en championnat, mais les visiteurs égalisent en fin de rencontre (match nul 1-1). Le 21 janvier, il est de nouveau titulaire pour la 24e journée sur la pelouse de Chelsea. À la 63e minute de jeu, Arsenal est mené 1-0 et réduit à 10 après un carton rouge de David Luiz. Sur un corner de Chelsea dégagé par Shkodran Mustafi, Martinelli récupère le ballon et part en contre. Il profite d'une glissade de N'Golo Kanté pour se présenter seul face à Kepa Arrizabalaga et tromper l'Espagnol d'un plat du pied, son 10e but pour Arsenal. Ce but est d'ailleurs nommé plus beau but de la saison par les fans du club. Pour la deuxième fois de la saison, Martinelli est nommé meilleur joueur du mois de janvier par les fans d'Arsenal, avec 49 % des voix.
Quelques jours après la reprise du championnat à la suite du confinement, sa saison prend fin prématurément puisqu'il doit subir une arthroscopie du genou pour réparer une lésion du cartilage après un coup reçu à l'entraînement,. Le 3 juillet 2020, Martinelli signe un nouveau contrat à long terme avec Arsenal, jusqu'en 2024 avec une année en option que le club peut activer. Il termine la saison avec 10 buts inscrits et 4 passes décisives en 26 matches toutes compétitions confondues. Il devient le premier joueur d'Arsenal de moins de 20 ans à atteindre 10 réalisations sur une même saison depuis Nicolas Anelka lors de la saison 1998/99.

##### Saison 2020-2021
Il reprend l'entraînement en octobre et fait son retour le 19 décembre sur la pelouse d'Everton en remplaçant Nicolas Pépé à la 71e minute, Arsenal s'incline 2-1 pour la 14e journée de Premier League. Il est titulaire le 22 décembre pour la réception de Manchester City en 1/4 de finale de Carabao Cup. Il donne la passe décisive à Alexandre Lacazette qui permet à Arsenal d'égaliser, les Gunners s'inclinent finalement 4-1, Martinelli dispute 49 minutes. Le 9 janvier 2021, il est titulaire pour affronter Newcastle à domicile pour le troisième tour de la FA Cup, mais il se blesse à l'échauffement et doit déclarer forfait.

### En sélection nationale
Né au Brésil, Martinelli a des origines italiennes via son père et possède également un passeport italien. Le 18 mai 2019, Martinelli est appelé par Tite en équipe nationale brésilienne, pour la préparation de la Copa América 2019.
Le 25 octobre, il est convoqué pour la 1ère fois avec l'équipe des moins de 23 ans. Il est titulaire pour les matches amicaux face aux États-Unis le 14 novembre (victoire 1-0) et l'Argentine le 17 novembre (défaite 1-0). Le 16 décembre, il est convoqué pour disputer le Tournoi pré-olympique, mais Arsenal refuse de le libérer.
Il honora sa première sélection le 25 mars 2022 lors d'une rencontre contre le Chili comptant  pour les éliminatoires de la Coupe du monde 2022.
Le 7 novembre 2022, il est sélectionné par Tite pour participer à la Coupe du monde 2022. Le 10 mai 2024, il figure dans la liste des joueurs retenus par Dorival Júnior pour participer à la Copa América 2024.

## Statistiques
| Saison                | Club                  | Championnat           | Championnat | Championnat | Championnat | Coupe nationale | Coupe nationale | Coupe nationale | Coupe de la Ligue | Coupe de la Ligue | Coupe de la Ligue | Supercoupe | Supercoupe | Supercoupe | Compétition(s) continentale(s) | Compétition(s) continentale(s) | Compétition(s) continentale(s) | Compétition(s) continentale(s) | Ligue régionale | Ligue régionale | Ligue régionale | Total | Total | Total |
| Saison                | Club                  | Division              | M.          | B.          | P.d.        | M.              | B.              | P.d.            | M.                | B.                | P.d.              | M.         | B.         | P.d.       | Comp.                          | M.                             | B.                             | P.d.                           | M.              | B.              | P.d.            | M.    | B.    | P.d.  |
| 2018                  | Ituano FC             | -                     | -           | -           | -           | -               | -               | -               | -                 | -                 | -                 | -          | -          | -          | -                              | -                              | -                              | -                              | 3               | 0               | 0               | 3     | 0     | 0     |
| 2019                  | Ituano FC             | -                     | -           | -           | -           | -               | -               | -               | -                 | -                 | -                 | -          | -          | -          | -                              | -                              | -                              | -                              | 14              | 6               | 0               | 14    | 6     | 0     |
| Sous-total            | Sous-total            | Sous-total            | -           | -           | -           | -               | -               | -               | -                 | -                 | -                 | -          | -          | -          | -                              | -                              | -                              | -                              | 17              | 6               | 0               | 17    | 6     | 0     |
| 2019-2020             | Arsenal FC            | Premier League        | 14          | 3           | 0           | 3               | 0               | 1               | 2                 | 4                 | 0                 | -          | -          | -          | C3                             | 7                              | 3                              | 3                              | -               | -               | -               | 26    | 10    | 4     |
| 2020-2021             | Arsenal FC            | Premier League        | 14          | 2           | 1           | 1               | 0               | 0               | 1                 | 0                 | 1                 | -          | -          | -          | C3                             | 6                              | 0                              | 0                              | -               | -               | -               | 22    | 2     | 2     |
| 2021-2022             | Arsenal FC            | Premier League        | 29          | 6           | 6           | 1               | 0               | 0               | 6                 | 0                 | 0                 | -          | -          | -          | -                              | -                              | -                              | -                              | -               | -               | -               | 36    | 6     | 6     |
| 2022-2023             | Arsenal FC            | Premier League        | 36          | 15          | 6           | 2               | 0               | 1               | 1                 | 0                 | 0                 | -          | -          | -          | C3                             | 7                              | 0                              | 0                              | -               | -               | -               | 46    | 15    | 7     |
| 2023-2024             | Arsenal FC            | Premier League        | 35          | 6           | 3           | 1               | 0               | 0               | 1                 | 0                 | 0                 | 1          | 0          | 0          | C1                             | 6                              | 2                              | 2                              | -               | -               | -               | 44    | 8     | 5     |
| 2024-2025             | Arsenal FC            | Premier League        | 33          | 8           | 4           | 1               | 0               | 0               | 4                 | 0                 | 0                 | -          | -          | -          | C1                             | 13                             | 2                              | 2                              | -               | -               | -               | 51    | 10    | 6     |
| Sous-total            | Sous-total            | Sous-total            | 161         | 40          | 20          | 9               | 0               | 2               | 15                | 4                 | 1                 | 1          | 0          | 0          | -                              | 39                             | 7                              | 7                              | -               | -               | -               | 225   | 51    | 30    |
| Total sur la carrière | Total sur la carrière | Total sur la carrière | 161         | 40          | 20          | 9               | 0               | 2               | 15                | 4                 | 1                 | 1          | 0          | 0          | -                              | 39                             | 7                              | 7                              | 17              | 6               | 0               | 242   | 57    | 30    |

### En sélection nationale
| Saison                | Sélection             | Phases finales        | Phases finales | Phases finales | Phases finales | Éliminatoires CDM | Éliminatoires CDM | Éliminatoires CDM | Matchs amicaux | Matchs amicaux | Matchs amicaux | Total | Total | Total |
| Saison                | Sélection             | Compétition           | M              | B              | Pd             | M                 | B                 | Pd                | M              | B              | Pd             | M     | B     | Pd    |
| --------------------- | --------------------- | --------------------- | -------------- | -------------- | -------------- | ----------------- | ----------------- | ----------------- | -------------- | -------------- | -------------- | ----- | ----- | ----- |
| 2021-2022             | Brésil                | -                     | -              | -              | -              | 2                 | 0                 | 0                 | 1              | 0              | 0              | 3     | 0     | 0     |
| 2022-2023             | Brésil                | Coupe du monde 2022   | 3              | 0              | 0              | -                 | -                 | -                 | -              | -              | -              | 3     | 0     | 0     |
| 2023-2024             | Brésil                | Copa América 2024     | 2              | 0              | 0              | 3                 | 1                 | 0                 | 2              | 1              | 0              | 7     | 2     | 0     |
| 2024-2025             | Brésil                | -                     | -              | -              | -              | 5                 | 0                 | 0                 | -              | -              | -              | 5     | 0     | 0     |
| Total sur la carrière | Total sur la carrière | Total sur la carrière | 5              | 0              | 0              | 10                | 1                 | 0                 | 3              | 1              | 0              | 18    | 2     | 0     |

## Palmarès

### Palmarès collectif
| Arsenal FC (1)                                                                                                | Brésil olympique (1)                           |
| --- | ---------------------------------------------- |
| - Championnat d'Angleterre : - Vice-champion : 2023, 2024 et 2025 - Community Shield (1) : - Vainqueur : 2023 | - Jeux olympiques (1) : - Médaillé d'or : 2021 |

### Distinctions individuelles
- Campeonato Paulista: Meilleur jeune joueur de la saison en 2019
- Campeonato Paulista: Membre de l'équipe type de la saison en 2019
- Joueur du mois d'Arsenal: octobre 2019, janvier 2020, décembre 2021
- Joueur du mois de Premier League : décembre 2021